# Parki

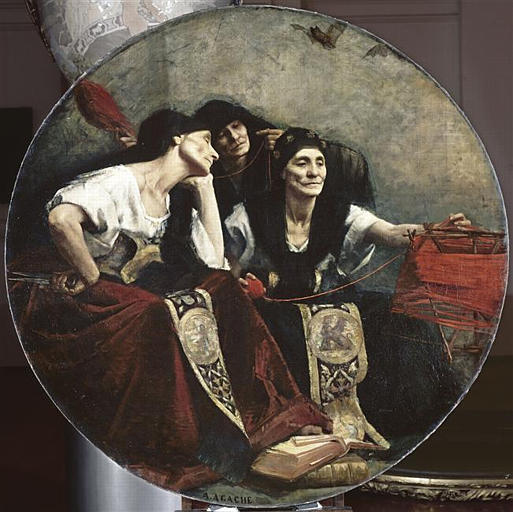
Trzy Parki (mal. Alfred Agache, ok. 1885)

Parki (łac. Parcae) – w mitologii rzymskiej boginie ludzkich losów i personifikacje przeznaczenia. 
Początkowo znane jako jedna Parka będąca boginią narodzin. W późniejszym czasie pod wpływem wierzeń greckich występowały jako trzy siostry, utożsamione z greckimi Mojrami: Nona, Decima (Decuma) i Morta. Pierwsza obecna była przy narodzinach człowieka,  druga przy zawieraniu małżeństwa, a trzecia przy śmierci. Tradycyjnie przedstawiano je jako prządki, które swą czynnością odmierzają długość ludzkiego życia.